# Grimmelfingen
Grimmelfingen ist ein am 1. April 1926 nach Ulm eingemeindetes Dorf am Südrand des Hochsträß.
Es liegt etwa fünf Kilometer südwestlich der Altstadt von Ulm und umfasst die Gemarkungen Grimmelfingen, Lindenhöhe und den größten Teil der heutigen Industriegebiet Ulm-Donautal mit ehemaligem oberen Riedhof.
Die Gemarkung Grimmelfingen hat eine Fläche von 2,85 km² und zählt 1.198 Einwohner (31. Dezember 2024).
Von der alemannischen Besiedlung Grimmelfingens (vermutlich durch die Angehörigen des Stammesoberhaupts namens Grimolf) um ca. 200–500 n. Chr. zeugen sehenswerte Ausgrabungen (Alemanischer Reihengräberfriedhof).
1255 wurde der Ort erstmals urkundlich als „Grymolvingen“ erwähnt und blieb bis ca. 1960 ein reines Bauerndorf. Heute leben im zweitkleinsten Stadtteil Ulms rund 1.200 Einwohner. Das Wohngebiet Lindenhöhe entstand in den ausgehenden 1960er Jahren und umfasst inzwischen ca. 1.100 Einwohnern.
Schon sehr lange ist der Ort beliebtes Ziel für viele Ulmer. Die meisten Ulmer Patrizierfamilien hatten im Dorf Besitzungen, was sich noch heute im Grimmelfinger Wappen zeigt (rotes Kreuz auf weißen Grund des Kloster Reichenau, schwarz-weißes Wappen der Stadt Ulm, gekreuzte Heusicheln der Familie Ehinger und schwarzer Reichsadler der Familie Schad).
Das Dorf liegt eingebettet in alte Obstgärten und in die zwei Forstgebiete Klosterwald (Hochsträß) und Hörnleswald.
Die wame Südhanglage ließ eine große Landschaftsvielfalt entstehen mit weiten Ausblicken über die Donauebene und bei Föhnwetterlage sind die ca. 100 km entfernten Allgäuer Alpen Richtung Süden zu sehen.
Grimmelfingen liegt am Oberschwäbischen Teil des Jakobswegs und verfügt mit der um ca. 1300 erbaute Jakobuskirche über ein sehenswertes Kleinod mit Fresken im Chorraum (ca. 1420/1490), um ein gotisches Portal (ca. 1630) und um einen Altar und Kanzel von 1701.
Beliebt ist der Ort wegen seiner Stadtnähe und seinen Festen (z. B. Spargelfest Anfang Juni, Kirchweihfest).
Neben der Evangelische Jakobuskirchengemeinde am Hochsträß besitzt Grimmelfingen ein vielfältiges Vereinsleben wie Musik- und Gesangverein, Sportverein, Bürgerverein, Freiwillige Feuerwehr, Jagdgenossenschaft und eine Ortsgruppe des Bauernverband.
Am Rande des Ortes wurden lange Zeit die Grimmelfinger Graupensande gewerblich abgebaut und in der Baubranche verarbeitet.

## Kultur und Sehenswürdigkeiten

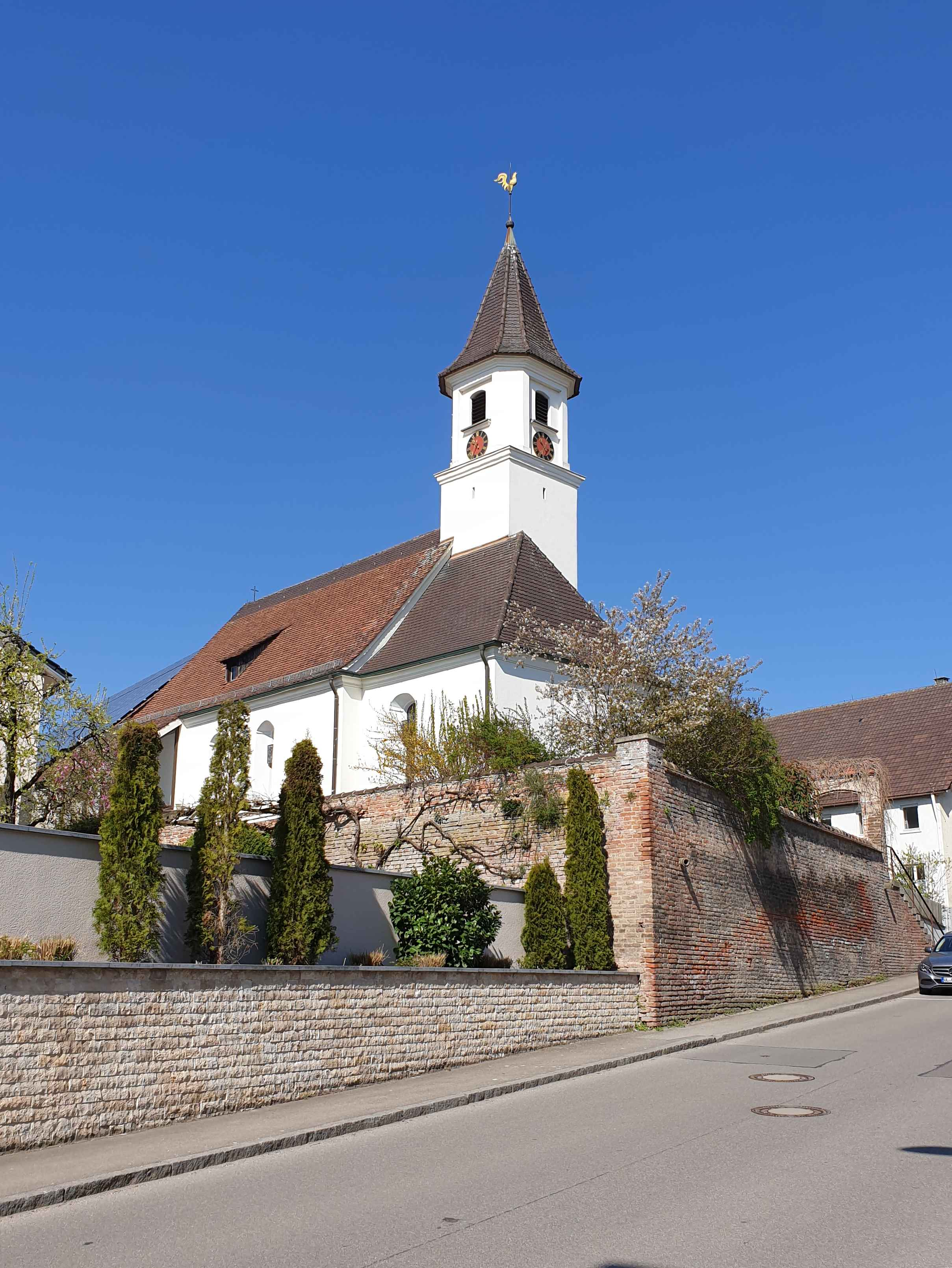
Jakobuskirche in Grimmelfingen

Die evangelische Jakobuskirche prägt das Ortsbild.
Durch das Dorf führt der Oberschwäbische Jakobsweg von Ulm nach Konstanz.
Das Rathaus wurde 1860 als Rathaus und Schulhaus gebaut und dient inzwischen als Kindergarten und Geschichtsstube.
1910 verlegte das Musiklabel Beka 23 Volksmusik-Lieder der „Grimmelfinger Baure-Kapell“ auf Grammophonplatten.